# Provo (Utah)
Provo er administrativt centrum i det amerikanske county Utah County i staten Utah i det vestlige USA. Byen, der ligger omkring 55 kilometer syd for Salt Lake City, er en del af den såkaldte Wasatch Front, et større sammenhængende byområde, der er næsten 200 km langt. Byen er hjemsted for Brigham Young University, et privat universitet, ejet og ledet af Jesu Kristi Kirke af Sidste Dages Hellige. Desuden ligger denne kirkes største uddannelsescenter for missionærer også i byen.

## Historie
Den første hvide, der kom til området, var den spanske missionær og franciskanermunk, Silvestre Velez de Escalante, der besøgte området i 1776. Selve byen blev grundlagt i 1849 da nogle mormonske nybyggere slog sig ned i området. Oprindeligt blev stedet kaldt Fort Utah, men i 1850 fik det sit nuværende navn efter en fransk pelssjæger, Etienne Provost, der kom til stedet omkring 1825. 

## Geografi
Byen ligger i Utah Valley i 1.387 meters højde over havet nær Wasatch Range. Nær byen ligger den såkaldte Y Mountain. På det 2.597 m høje bjerg, som er forholdsvis stejlt er et stort "Y" lavet af hvid beton halvvejs oppe på bjergsiden. Y'et er bygget i begyndelsen af det 20. århundrede som en hyldest til Brigham Young University. Oprindeligt skulle der have stået BYU, men det sidste bogstaver blev aldrig bygget.

## Befolkning
Byen har 115.162(2020) indbyggere og er dermed den tredjestørste by i Utah efter Salt Lake City og West Valley City. 89 % af befolkningen er hvide, hvilket er nogenlunde typisk for området. Derimod afviger aldersfordelingen markant fra de fleste andre byer idet over 40% er byens befolkning er mellem 18 og 24. Dette skyldes selvfølgelig ikke mindst Brigham Young University, der med 34.000 studerende (det næststørste private universitet i USA), er med til at trække gennemsnitsalderen ned. 
De mest kendte indbyggere i byen er formodentlig en række medlemmer af The Osmonds, blandt andre Donny Osmond og Marie Osmond m.fl. Bandets medlemmer er født i Ogden, men er vokset op i og bor i Provo. 

## Jesu Kristi Kirke af Sidste Dages Hellige
88 % af den samlede befolkning er medlemmer af Jesu Kristi Kirke af Sidste Dages Hellige (98 % af de, der bekender sig til en religion).. Kirken har et stort tempel i byen, og driver en missions uddannelsescenter, hvor 475 nye missionærelever hver uge starter en uddannelse på mellem 3 og 12 uger inden de sendes ud for at missionere. Centret tæller i dag 1.100 instruktører, der underviser på 62 forskellige sprog. Centeret er det største af de 17 missionærtræningscentre som mormonkirken har rundt omkring i verden..

## Erhvervsstruktur
En række virksomheder har hovedsæde i byen. Blandt disse er Generations Network, der er et netværksfirma, der blandt andet ejer ancestry.com og andre hjemmesider, der beskæftiger sig med slægtsforskning.

## Brigham Young University
Brigham Young University (BYU) blev grundlagt af Jesu Kristi Kirke af Sidste Dages Hellige i 1875. Universitetet sætter stor præg på Provo, med dens mange studerende og akademiske medarbejdere. Universitetet har 35.000 studerende. 
Universitetet har været succesfuld på flere fronter, og har været med til at gøre Provo et attraktivt sted for fremadstormende iværksætterier. Eksempelvis var BYU en af hovedkræfterne bag det så succesfulde skriveprogram Wordperfect, deres animationslinje har tæt kontakt til Walt Disneys animationstradition og jurastudiet er kendt som en magtfaktor iblandt USAs universiteter. 
Endelig har BYU et stort stadion, hvor BYUs Football hold spiller. Det har plads til knap 65.000 tilskuere. 

## Andet
Ved De olympiske vinterlege i 2002 blev ishockeyturneringen afholdt i byens Peaks Ice Arena. 
En undersøgelse har vist, at politisk set er Provo den mest konservative by i USA  med over 100.000 indbyggere. Holdningerne til landspolitik strækker sig fra moderat konservative til dybt konservative.

## Eksterne referencer
- Officiel hjemmeside for Provo Arkiveret 19. februar 2019 hos  Wayback Machine.